# 超空洞

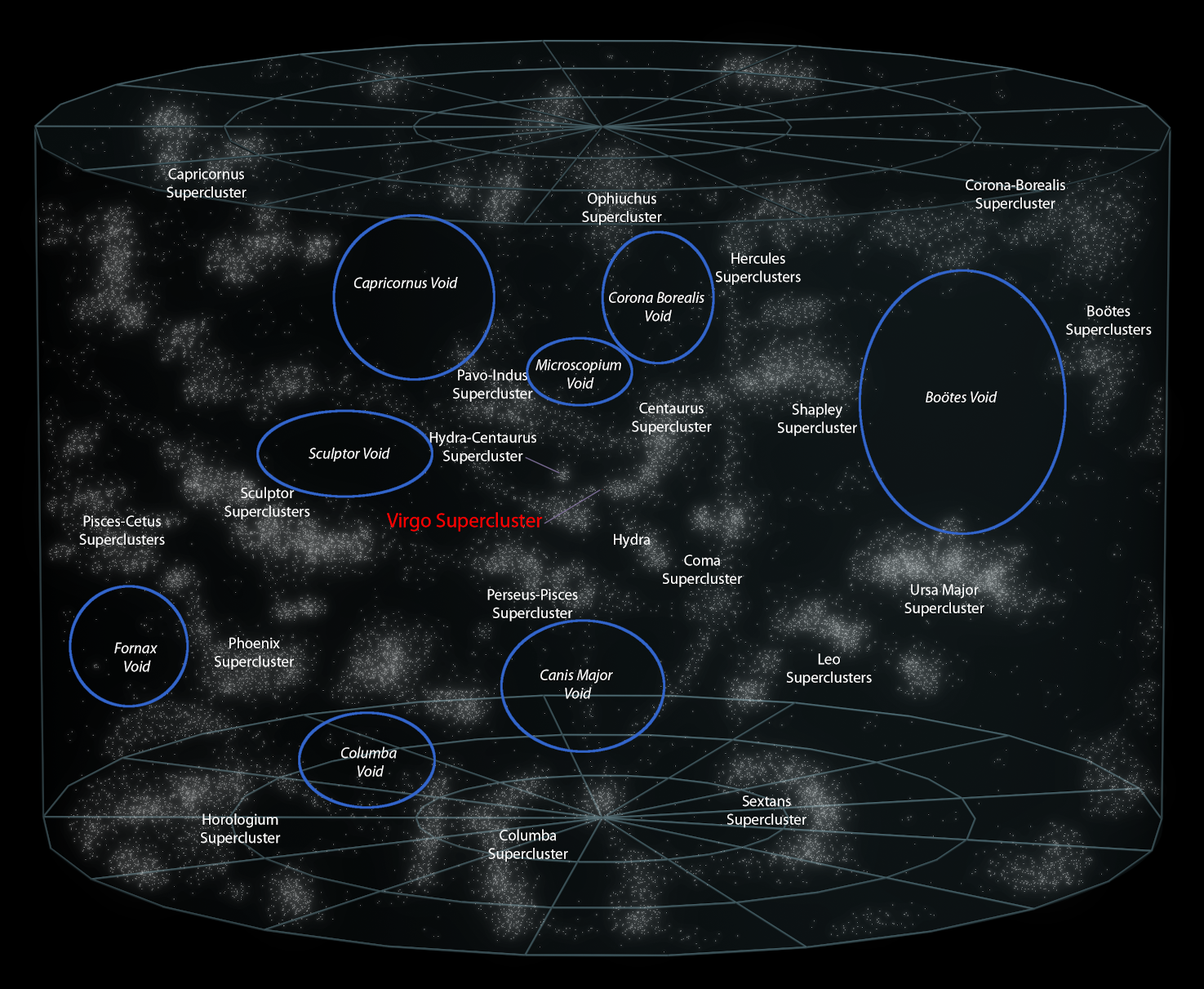
青色の線で囲まれた部分が超空洞

超空洞（ちょうくうどう）とは、宇宙の大規模構造において泡沫状に分布する超銀河団が膜のような形となって包含している「銀河がほとんど存在しない領域」のこと。具体的には、1枚の銀河フィラメントと他のフィラメントとの間に光を発する天体が、約1 - 1.5億光年程度にわたってほとんど存在しない巨大な空間のことである。宇宙の構造は、石鹸を泡立てたときにできる積み重なった泡に例えられることがあり、泡の膜部分に銀河団や超銀河団が存在していて、超空洞は泡の内側に存在している。ビッグバンで誕生して間もない宇宙には、場所によってわずかなゆらぎ（温度差）がある。そして、それが大規模構造へ、発達していったと考えられる。そのまま英語でボイドまたはヴォイド (void) とも言う。
銀河団の分布を石鹸泡に喩えれば、ボイドは泡の中の空洞にあたる。

## 概要
銀河系はその他の30個ほどの銀河とともに一つの銀河団を形作っている。さらに大局的に1億光年単位というスケールから眺めた時、この銀河団はより大きな銀河団の一部に過ぎず、超銀河団と呼ばれる銀河の大集団を形成している。これをさらに外延すれば、超銀河団もより大きな集団の一部となっているということも考えられるが、実際には、この宇宙は銀河が均質に分布しているわけではない。
1980年代に入って、天文学者の観測により、数億光年彼方には約2億光年にわたって銀河がまったく観測されない空っぽの空洞が存在することが明らかになった。その後、同じような空洞が他にも幾つか発見されて、こうした銀河の存在しない超巨大空間は「超空洞」と呼ばれるようになった。さらに研究が重ねられ、銀河系の集合した超銀河団は、この超空洞を取り巻くように膜状に連なり、ちょうど石鹸を泡立てた時のように幾重にも泡が積み重なって、宇宙の大規模構造を構成していることが分かった。
現在観測されている限り、宇宙の果てまでこの泡状の構造が連なっており、直径数億光年の泡の表面には銀河がひしめいている。